# Sporenafdruk

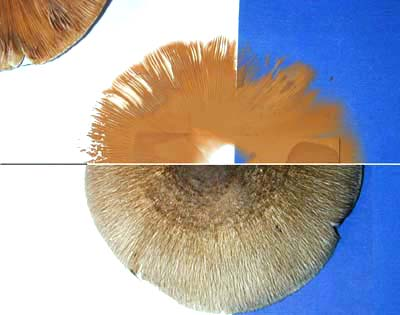
Een sporenafdruk of sporee van de paddenstoel Volvariella volvacea: (foto onderkant) hoed op de onderkant op wit en donker papier; (foto bovenkant) hoed verwijderd na 24 uur.

De sporenafdruk, sporee of sporenfiguur van een paddenstoel is een belangrijk kenmerkend element in de mycologie voor het identificeren van paddenstoelen. Een sporenafdruk wordt gemaakt door de sporenproducerende oppervlakte op een donker en wit (of enkel wit) blad te plaatsen. De paddenstoel wordt overnacht of 24 uur in deze posititie gelaten. Wanneer de paddenstoel wordt verwijderd, zouden de kleuren van de sporen op het document zichtbaar moeten zijn (op voorwaarde dat de sporen voldoende rijp zijn). Wanneer ook een glasplaatje wordt toegepast kunnen de sporen ook onder een microscoop bekeken worden. 
Voor mycologen is de sporenafdruk slechts een van de elementen om een soort te determineren.  Historisch gezien werd de classificatie van vele families van paddenstoelen gebaseerd op de sporenkleur, een voorbeeld is de Tricholomataceae familie, die vele paddenstoelen omvat en waarvan de gemeenschappelijke factor witte sporen is. Moleculair onderzoek heeft echter interessante verhoudingen aangetoond waarbij sommige paddenstoelen van ongelijksoortige sporenkleuren toch dichte relaties tonen.